# Iolao
Iolao (in greco antico: Ἰόλαος?, Iólāos) è un personaggio della mitologia greca. Fu nipote e amico di Eracle.

## Genealogia
Figlio di Ificle e Automedusa a sedici anni ebbe in sposa Megara (trentatreenne ex moglie di Eracle) che gli diede la figlia Leipefilene.

## Mitologia
Iolao è spesso definito come l'auriga e accompagnatore di Eracle, e qualche volta gli autori (Plutarco, Euripide) si riferiscono a lui come all'amato pederastico (eromenos) di Eracle e di altri personaggi mitologici, come Ione o Asclepio. La propensione di Iolao a concedersi ad amori maschili nel mito, lo rese inadatto a uno sviluppo letterario. In un frammento dello Pseudo-Senofonte egli viene definito "ladro dei talami intonsi".

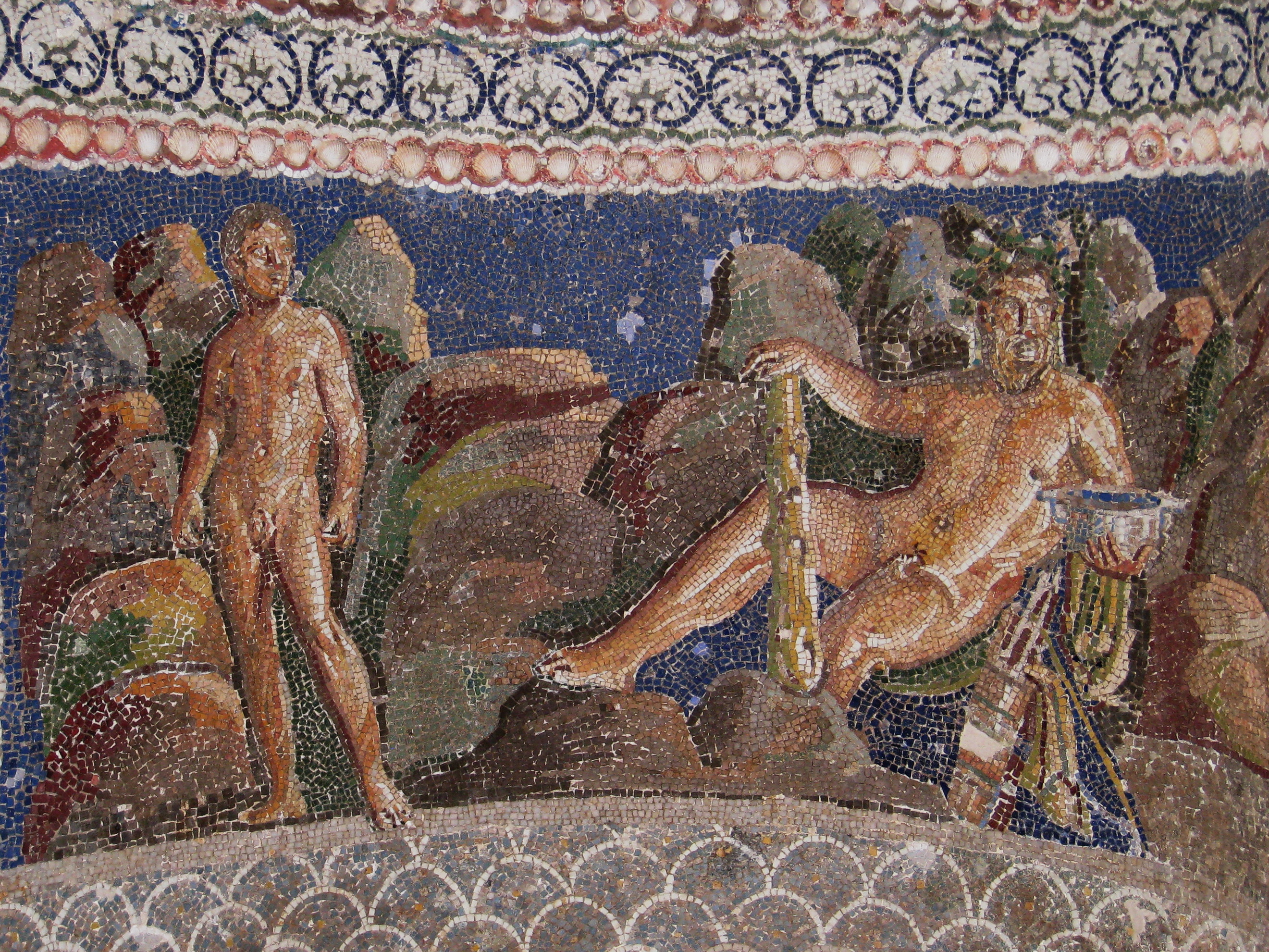
Eracle e Iolao. Mosaico del I secolo a.C., esposto al Nymphaeum di Anzio di Roma.

Quando Eracle si trovò in difficoltà nell'uccisione dell'Idra di Lerna, che rigenerava delle sue nove teste man mano che venivano tagliate, Iolao gli permise di portare a termine l'impresa cauterizzando col fuoco ogni collo non appena Eracle ne mozzava la testa.
Eracle diede in sposa a Iolao la sua ex moglie Megara quando la semplice vista di lei iniziò a causargli il ricordo doloroso del suo omicidio dei loro tre bambini.
Dopo che Deianira uccise inconsapevolmente Eracle, credendo che Eracle stesse avendo una relazione con Iole, fu Iolao ad accendere la pira funeraria del semidio (secondo una versione meno diffusa, a farlo fu invece Filottete).
Diodoro Siculo afferma che Iolao venne inviato da Eracle in Sardegna assieme a nove dei figli che quest'ultimo ebbe dalle cinquanta figlie di Tespio (le Tespiadi), per colonizzare l'isola dando origine al popolo degli Iolaensi.
Iolao e i Tespiesi furono sepolti in Sardegna. Secondo Aristotele in Sardegna era praticato il rito dell'incubazione, ossia la liberazione rituale delle persone che fossero affette da incubi e ossessioni. Questi riti prevedevano che le persone afflitte da incubi dovessero dormire accanto alle tombe degli eroi.
Simplicio aggiunge, nei Commentari agli otto libri di Aristotele, che: «I luoghi che dove erano deposti e conservati i cadaveri dei nove eroi che Ercole ebbe dalle Tespiesi e che vennero in Sardegna con la colonia di Iolao, diventarono degli oracoli famosi».
Gaio Giulio Solino afferma che: «Gli Iolesi, da lui così chiamati (da Iolao), aggiunsero un tempio al suo sepolcro, poiché aveva liberato la Sardegna da tanti mali».

## Nella cultura di massa
- Iolao è uno dei personaggi principali della serie televisiva Hercules: The Legendary Journeys, ed è stato interpretato da Michael Hurst. Il personaggio è approssimativamente basato sulla figura dell'eroe, durante la serie non fa mai nessun riferimento alla sua parentela con Hercules tranne nell'episodio pilota dove afferma che Hercules sarebbe suo zio, probabilmente la parentela è stata poi cancellata dalla serie. Nella serie si ironizza spesso sulla tendenza, nelle raffigurazioni classiche, di rappresentare i due eroi insieme anche quando di Iolao non è stato fatto nome nel mito, tramite una gag ricorrente in cui la voce delle gesta di Hercules si è tanto diffusa che le persone riconoscono subito il leggendario semidio, ma di Iolao viene ignorato anche il nome nonostante egli fosse stato presente ad aiutare il compagno nelle sue rinomate imprese.

- Nella serie Young Hercules, Iolao è interpretato da Dean O'Gorman.